# لوسی براون
لوسی براون (انگلیسی: Lucy Brown؛ زادهٔ ۱۳ فوریهٔ ۱۹۷۹) یک هنرپیشه اهل بریتانیا است که بیشتر به خاطر بازی در دوران کهن شناخته شده است.

## زندگی شخصی
وی در لندن زندگی می‌کند و با آدام راینر ازدواج کرده که حاصل آن یک پسر و یک دختر بوده است.